# Дуб Сковороди

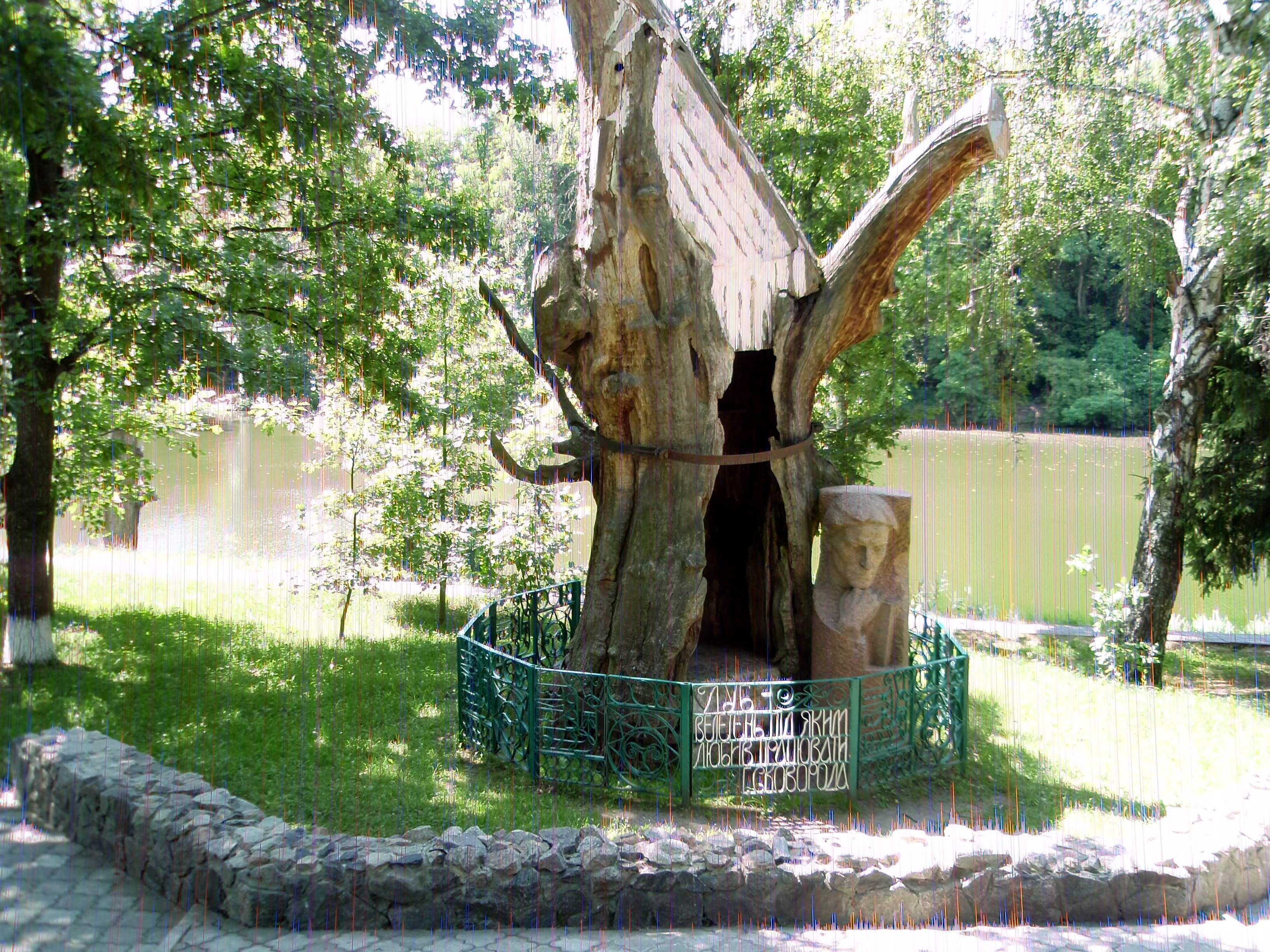
Дуб Сковороди у Сковородинівці

Дуб Сковороди. Дуб мав обхват 9,50 м, висоту 30 м, вік 1000 років, в стовбурі було дупло висотою 6 метрів, діаметром біля основи 2 м, в ньому одночасно могло поміститися 10 чоловік. Це був найбільший дуб на  Слобожанщині. Його кілька разів била блискавка. У 1912 р. місцеві пастухи розпалили багаття в його дуплі і дерево ледь не згоріло. Другий раз дерево горіло в 1943 р. при відході німців. У 1972 р. дерево було заповідано, проте в 1979 р. воно всохло, а в 1994 р. його стовбур впав. Зараз частину стовбура взято в бетон. Ріс у селі Сковородинівка  Золочівського району Харківської області. Під дубом любив відпочивати відомий філософ  Григорій Сковорода, він же й був похований неподалік від дубу. В даний час від дуба залишився лише меморіальний остов.

## Ресурси Інтернету
- Фотогалерея самых старых и выдающихся деревьев Украины  [Архівовано 8 квітня 2014 у Wayback Machine.]

## Виноски
1. 1 2   Шнайдер С. Л., Борейко В. Е., Стеценко Н. Ф. 500 выдающихся деревьев Украины. — К.: КЭКЦ, 2011. — 203 с. С.174